# Враг

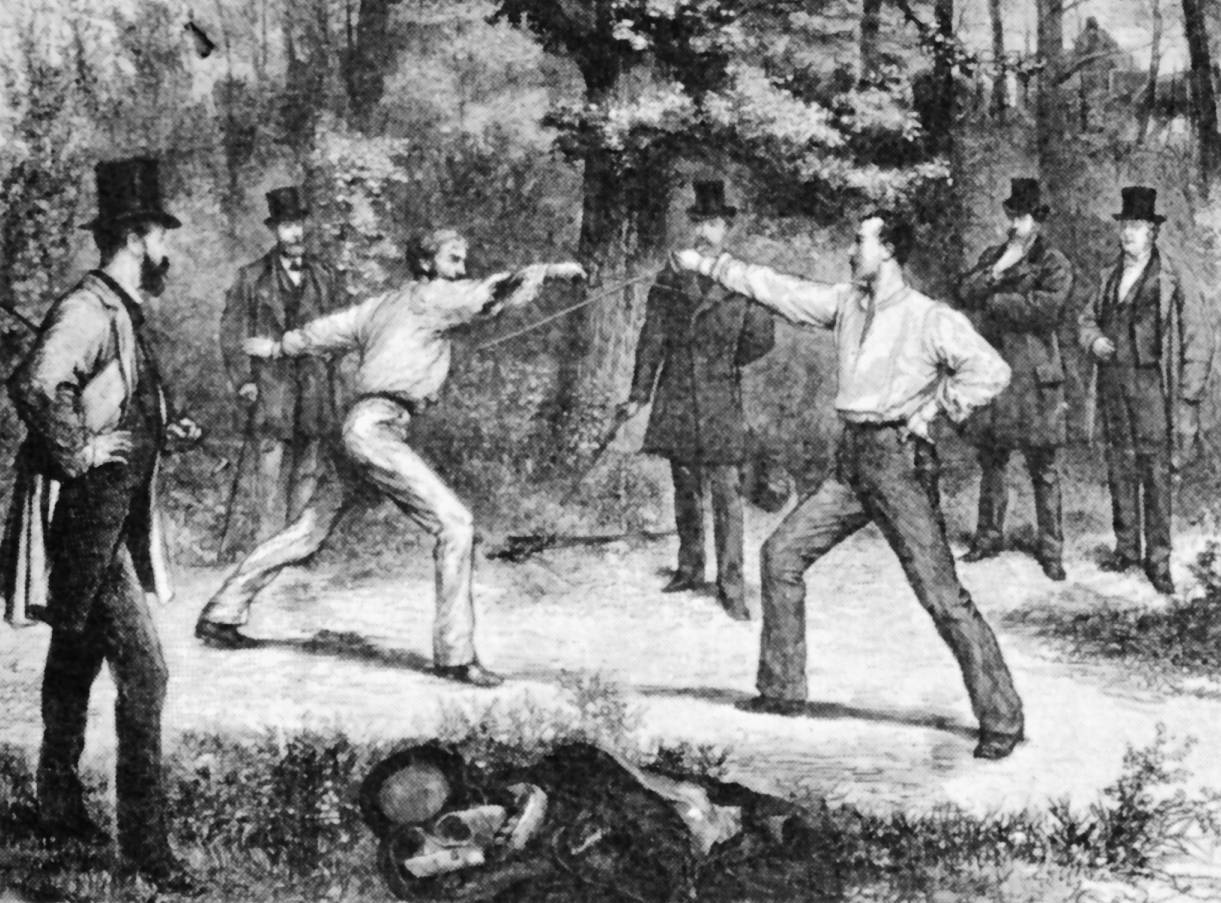
Кодекс чести — Дуэль в Булонском лесу, недалеко от Парижа, гравюра Годфруа Дюрана, Harper’s Weekly, январь 1875

Враг — противник, неприятель, недруг, «чужой», представитель «чужой» группы или сама эта группа, находящиеся в состоянии реальной или заявленной вражды, борьбы против «нас» или «нашей» группы, в том числе — в военном значении, в отношении неприятельской страны, армии.
В ряде случаев слово враг рассматривается как обозначение статуса, а не как выражение ненависти или оценки. Оно используется для фиксации положения индивида или группы как противостоящей стороне в конфликте, особенно в военном или политическом контексте.
Образ врага составляет собой устойчивую конструкцию, сформировавшуюся в конкретном сообществе и отражающую негативный аспект идентичности через персонификацию заявленного «врага»; обычно представляет собой коллективное воображаемое. Этот образ, как правило, не имеет отношения к реальным характеристикам группы, которую сообщество считает враждебной. Так, антисемитские образы не связаны с реальными евреями. «Врагу» противопоставлена воспринимаемая позитивно «своя» группа: «врагу» приписывается агрессия, жестокость и аморальность, стремление уничтожить или подчинить «нашу» группу и др., «своим» — миролюбивость, доброта, высокие ценности и др. Образы врага получают оформление и распространение в публичном пространстве, в том числе в ходе политических выступлений, религиозных проповедей, в публикациях СМИ, произведениях литературы и визуального искусства. В рамках идеологической работы с общественностью апелляция к патриотическим чувствам и создание образа врага имеет большее значение, чем следование реальным фактам.
Одним из механизмов, которые обеспечивают формирование и функционирование образов врага, а также ведут к провокации и легитимировании насилия в отношении «врагов», являются дегуманизация и демонизация врага — «враг» исключается из категории людей, ему приписываются демонические черты либо он напрямую увязывается с «тёмными силами» в религиозных дискурсах, такими как дьявол в христианстве, Амалек в иудаизме, Ангра-Майнью и «храфстра» в зороастризме; примером также служит представление о США как о «великом сатане» в иранской идеологии после 1979 года. В рамках дегуманизации в отношении «врага» нередко применяются понятия, вызывающие ассоциации с чем-то, не только нечеловеческим, но и губительным — биологические метафоры разложения или медицинские термины заразной болезни («тлетворное влияние Запада»). Используются стратегии, характерные для пенитенциарных учреждений, что описывал социальный психолог Филип Зимбардо, автор Стэнфордского тюремного эксперимента, а также социологи, представители символического интеракционизма, например, Ирвинг Гофман.
Считается, что готовность прощать врага является признаком высокого нравственного развития. Эта идея выражена в иудейском учении в Библии, Талмуде и других писаниях. В христианстве врагом может называться общий «противник рода человеческого» — дьявол, сатана.